# Ion Lăpușneanu

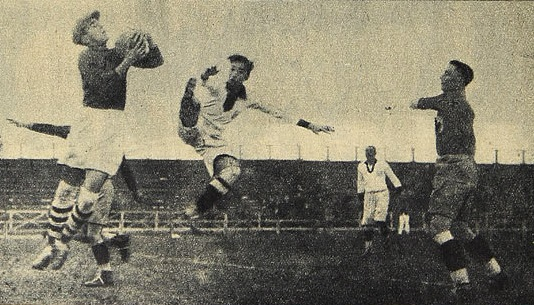
România jucând cu Peru la Campionatul Mondial de Fotbal din 1930 din Uruguay. În imagine portarul Ion Lăpușneanu și atacantul peruan Julio Lores.

Ion (Jean) Lăpușneanu (n. 8 decembrie 1908 – d. 25 februarie 1994) a fost un fotbalist și antrenor român, care a jucat pe postul de portar în Echipa națională de fotbal a României la Campionatul Mondial de Fotbal din 1930 (Uruguay).

## Biografie
Ion (Jean) Lăpușneanu s-a născut la data de 8 decembrie 1908. A jucat ca portar de fotbal la echipele Banatul Timișoara, Sportul Studențesc din București (1930), Venus București (1932). A debutat la Echipa națională de fotbal a României la 15 septembrie 1929 în meciul Bulgaria - România 2- 3 (1-1), desfășurat la Sofia. Are 10 prezențe în echipa națională de fotbal a României, ultimul meci jucându-l la 2 octombrie 1932 la București: România - Polonia 0-5 (0-4). După acest meci, nu a mai fost selecționat.
În anul 1930 a fost selecționat în lotul echipei naționale de fotbal a României care a participat la Campionatul Mondial de Fotbal din Uruguay 1930. A evoluat ca portar (cu numărul 1 pe tricou) în ambele meciuri ale naționalei de fotbal a României de la turneul final din Uruguay 1930, încasând 5 goluri (1 de la Peru și 4 de la Uruguay).
Ulterior a devenit antrenor de fotbal, pregătind în perioada 1942-1943 Echipa națională de fotbal a României. În perioada august-octombrie 1942, selecționata României a jucat 3 meciuri cu echipe de fotbal ale țărilor Axei: Germania - România 7-0 (1-0), Slovacia - România 1-0 (1-0), România - Croația 2-2 (1-2). Cu un palmares negativ, el a fost înlocuit de Emerich Vogl ca antrenor la echipa națională în anul 1943.
A antrenat mai târziu echipele de fotbal FC Politehnica Timișoara (1948-1949) și FC Argeș Pitești. A încetat din viață la data de 25 februarie 1994.

## Cărți publicate
- Jocul și antrenamentul portarului de fotbal (Ed. Consiliului National pentru Educație Fizică și Sport, 1968)